# Бжезьно (Тухольський повіт)
Бжезьно (пол. Brzeźno) — село в Польщі, у гміні Слівиці Тухольського повіту Куявсько-Поморського воєводства.
Населення — 154 особи (2011).
У 1975-1998 роках село належало до Бидгощського воєводства.

## Демографія
Демографічна структура станом на 31 березня 2011 року:
|          | Загалом | Допрацездатний вік | Працездатний вік | Постпрацездатний вік |
| -------- | ------- | ------------------ | ---------------- | -------------------- |
| Чоловіки | 80      | 17                 | 55               | 8                    |
| Жінки    | 74      | 18                 | 41               | 15                   |
| Разом    | 154     | 35                 | 96               | 23                   |